# 阿尔多瓦大学
阿尔多瓦大学（法語：Université d'Artois）建于1992年，是法国上法兰西大区的一个公立大学，校址分布在上法兰西大区的五个不同城市，主校区设在阿拉斯市。

## 历史
阿尔多瓦大学成立于1992年，有16个实验室。

## 学院设置
阿尔图大学包括八个教学和研究单位和两所大学科技学院。

### 教学和研究单位 (UFR)
- 历史地理遗产学院 UFR d'Histoire, Géographie, Patrimoines
- 外语学院 UFR de Langues étrangères
- 文学艺术学院 UFR de Lettres et Arts
- 经济管理和社会科学学院 UFR d’Économie, Gestion, Administration et Sciences sociales (EGASS)
- 托克维尔法学院 UFR de Droit "Alexis de Tocqueville"
- 应用科学学院UFR des Sciences Appliquées (FSA)
- 让·佩兰科学院 UFR des Sciences Jean Perrin
- 体育学院 UFR des Sciences et techniques des activités physiques et sportives (STAPS)

### 大学科技学院 IUT
- 贝蒂讷大学科技学院
- 朗斯大学科技学院

## 校园
学校分别在上法兰西大区的五个城市设有校园。
- 阿拉斯
- 贝蒂讷
- 杜埃
- 朗斯
- 列万